# Оккупированные Россией территории Грузии

Административное деление Грузии. Оккупированные Россией территории (Абхазия и Южная Осетия) показаны розовым цветом

Оккупированные Россией территории Грузии (груз. რუსეთის მიერ ოკუპირებული საქართველოს ტერიტორიები, rusetis mier ok’up’irebuli t’erit’oriebi sakartveloshi) — правовой статус, установленный Грузией в отношении своих международно признанных территорий, которые находятся под российской оккупацией в результате вторжения России в Грузию. Боевые действия велись в августе 2008 года между Грузией, с одной стороны, и Россией и поддерживаемыми ей в конфликте самопровозглашёнными республиками Южной Осетией и Абхазией с другой.
Грузия и большинство других членов международного сообщества, включая США, Францию, Китай, Великобританию, Канаду, Германию, Турцию, Японию, Израиль, Австралию, Италию, Бразилию, Украину, Европейский союз, а также ООН, ОБСЕ и Совет Европы признают Абхазию и Южную Осетию оккупированными территориями и осудили российское военное присутствие и действия там.

## Правовой режим
23 октября 2008 года парламентом Грузии был принят закон «Об оккупированных территориях» — законодательный акт, устанавливающий особый правовой режим на территориях Абхазии, Южной Осетии, фигурирующих в законе как Абхазская Автономная Республика и Цхинвальский регион, а также прилегающих к ним зонах. В конце октября 2008 года президент Михаил Саакашвили подписал закон, принятый парламентом.
16 мая 2013 года в закон были внесены изменения. Нарушение этого закона в первый раз повлечёт за собой административные санкции, а не уголовное преследование и лишение свободы, как это было раньше. Согласно поправкам, если человек впервые незаконно пересекает границу, его наказывают штрафом в размере 400 лари, тогда как повторное нарушение уже является уголовным преступлением.
В феврале 2014 года Министерство иностранных дел Грузии предупредило гостей зимних Олимпийских игр в Сочи, что въезд в Абхазию с территории Российской Федерации будет нарушением международного права и что лица, пересекающие границу, будет подлежать судебному преследованию со стороны грузинской судебной системы. Заявление стало ответом на более раннее заявление де-факто властей Абхазии об упрощении визовых правил для туристов, желающих въехать в Абхазию во время зимних Олимпийских игр через пограничный пункт Псоу.
15 апреля 2014 года, после аннексии Крыма Российской Федерацией, Верховная рада Украины приняла закон «Об обеспечении защиты прав и свобод граждан и правового режима на временно оккупированной территории Украины». Украинский закон был основан на грузинском законе «Об оккупированных территориях».

## Территория

Российские военные базы на территории Абхазии

## Международно-правовой статус Абхазии и Южной Осетии
Абхазия и Южная Осетия взаимно признают друг друга как независимые государства. Помимо Российской Федерации ещё четыре государства-члена ООН признают их независимыми — Науру, Никарагуа, Сирия и Венесуэла.

## Территория[2]

### Абхазская Автономная Республика
Контролируется оккупационными властями полностью. Крупнейшие города в регионе — Сухуми (административный центр), Гагра, Гали и Гудаута, в которой дислоцируется 7-я российская военная база Сухопутных войск РФ численностью около 4,5 тысяч военнослужащих. В 2023 году Россия подписала соглашение с де-факто властями Абхазии о создании новой постоянной военно-морской базы в Очамчирском муниципалитете.

### Ахалгорский муниципалитеткрая Мцхета-Мтианети
Контролируется оккупационными властями полностью. Крупнейшие населённые пункты в регионе — Ахалгори (административный центр), Икоти, Мосабруни, Ахмаджи и Коринта.

### Джавский муниципалитеткрая Шида-Картли
Контролируется оккупационными властями полностью. Крупнейшие населённые пункты в регионе — Джава (административный центр), Кваиси и Мсхлеби.

Российские военные базы на территории Цхинвальского региона

### Горийский муниципалитеткрая Шида-Картли
Контролируется оккупационными властями частично. Крупнейшие населённые пункты в регионе — Цхинвали (в которой дислоцируется 4-я гвардейская российская военная база Сухопутных войск РФ численностью около 4,5 тысяч военнослужащих), Дмениси, Гуджабаури и Хетагурово.

### Карельский муниципалитеткрая Шида-Картли
Контролируется оккупационными властями частично. Крупнейшие населённые пункты в регионе — Корниси, Дзагина и Авневи.

### Онский муниципалитеткраяРача-Лечхуми и Нижняя Сванетия
Контролируется оккупационными властями частично. Крупнейшие населённые пункты в регионе — Бзита, Часавали и Накреба.

### Сачхерский муниципалитеткрая Имерети
Контролируется оккупационными властями частично. Крупнейшие населённые пункты в регионе — Земо-Карзмани, Синагури и Переви.

## Линия оккупации

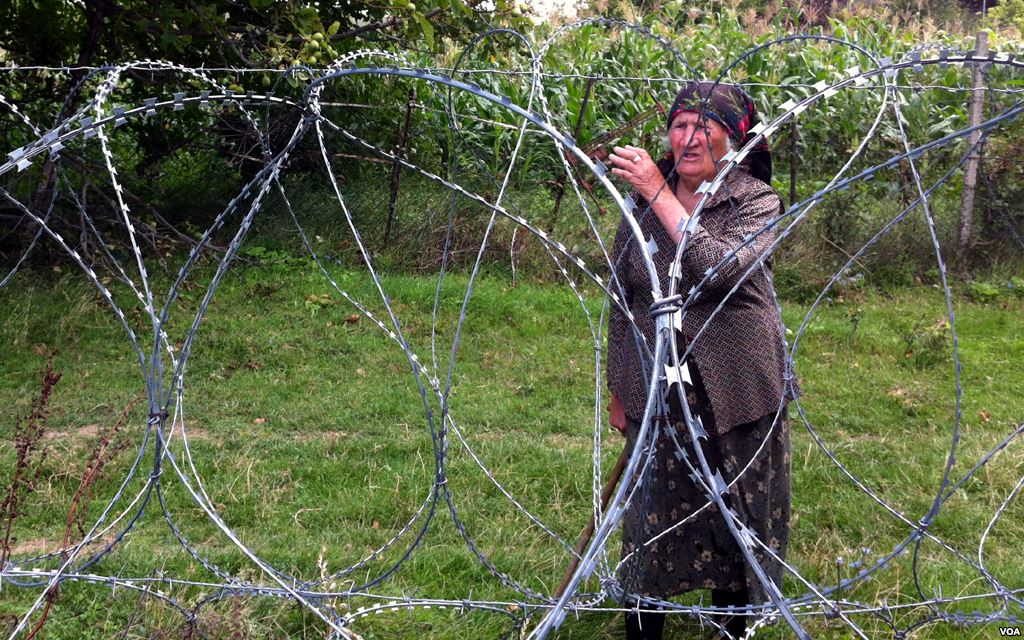
Жительница грузинского села осталась за забором из колючей проволоки, установленным российскими войсками вдоль линии оккупации (сентябрь 2013 года)

С 2008 года на границе Грузии и оккупированных территорий (Южной Осетии и Абхазии) существует так называемая «зона страха» — на этой земле находятся 70 сёл, где живут от 10 до 20 тысяч человек. Название возникло из-за того, что местные жители живут в постоянном страхе перед российскими военными. По данным антиоккупационного движения Давида Кацаравы «Сила в единстве», за 15 лет здесь похитили 1400 человек.

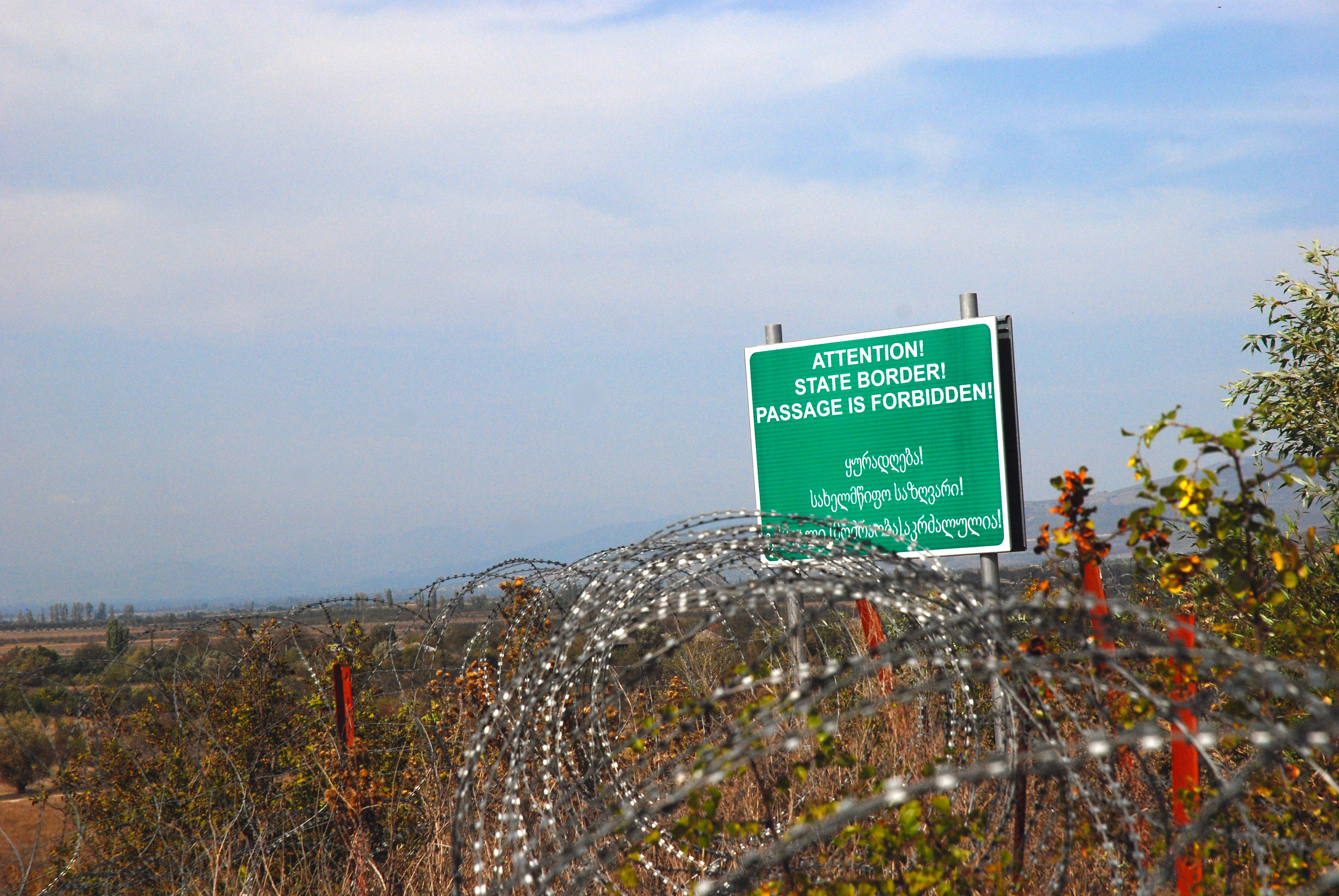
Предупреждение и забор из колючей проволоки недалеко от грузинского села Хурвалети

По данным грузинского Института развития свободы информации (IDFI), каждый год несколько километров грузинской земли уходит в неподконтрольную зону из-за «ползучей оккупации». В общей сложности после окончания войны 2008 года только за первые пять лет были оккупированы ещё 103 грузинских села.
По данным грузинских властей, есть около десяти случаев, когда установленная россиянами граница разрезала населённые пункты. Но пограничные столбы передвигаются ежегодно не только через сёла: в 2017 году жители села Бершуети обнаружили, что граница отрезала их от 10 гектаров пахотного поля; в 2015 году зелёный пограничный стенд появился прямо на пути пролегания нефтепровода Баку — Супса.
В 2018 году Грузия направила в Европейский суд по правам человека два иска против России в связи с нарушениями прав человека, незаконных задержаниях, нападениях и убийствах граждан Грузии в районе оккупированных регионов. В апреле 2023 года Страсбургский суд удовлетворил иск «Грузия против России», согласно которому Россия должна выплатить Грузии компенсации на сумму более 129 миллионов евро по статье 41 Европейской конвенции по правам человека.
Последнее убийство гражданина Грузии произошло 6 ноября 2023 года. 58-летний местный житель Тамаз Гинтури вместе с двумя односельчанами поехал молиться в церковь Ломиса, расположенную около линии оккупации. Гинтури взломал дверь церкви, которую до этого заколотили российские военные. По информации 36-летнего Левана Дотиашвили, сопровождающего Гинтури, которого оккупанты забрали в цхинвальский СИЗО, а затем 9 ноября освободили, российские военные появились у церкви тогда, когда они с Гинтури уже собирались уезжать. Как говорит Дотиашвили, военные сперва попросили их оставить территорию, но потом, когда автомобиль отъехал, неожиданно стали по нему стрелять. В результате, Гинтури был ранен и вскоре погиб, а Дотиашвили забрали в Цхинвали.

## Население
Подавляющему большинству населения Абхазии и Южной Осетии со стороны России было предоставлено российское гражданство ещё до их официального признания. В качестве оснований для таких решений российские власти ссылались на пункт «б» части 1 статьи 14 Федерального закона «О гражданстве» Российской Федерации, утверждая, что эти жители Абхазии не получили гражданства Грузии и остаются лицами без гражданства.

## СМИ
Многие международные журналисты и медиа-компании, такие как Le Figaro, Fox News, Радио Свобода, Аль-Джазира, Financial Times, The Washington Post, Forbes, The New York Times, Fortune, Der Spiegel, USA Today, Associated Press, Deutsche Welle и другие называли Абхазию и Южную Осетию оккупированными Россией территориями.
Ряд аналитиков предположили, что оккупация Россией международно признанной территории Грузии служит сдерживающим фактором для её стремления вступить в НАТО и Евросоюз.